# Mixocordylura longifacies
Mixocordylura longifacies är en tvåvingeart som beskrevs av Johann Wilhelm Meigen 1909. Mixocordylura longifacies ingår i släktet Mixocordylura och familjen kolvflugor. Inga underarter finns listade i Catalogue of Life.